# Charles Denny
Charles Albert Denny (ur. 17 marca 1886 w Battersea, zm. 8 stycznia 1971 w Londynie) – brytyjski kolarz torowy, wicemistrz olimpijski.

## Kariera
Największy sukces w karierze Charles Denny osiągnął w 1908 roku, kiedy zdobył srebrny medal w wyścigu na 100 km podczas igrzysk olimpijskich w Londynie. W zawodach tych wyprzedził go jedynie jego rodak Charles Bartlett, a trzecie miejsce zajął Francuz Octave Lapize. Był to jedyny medal wywalczony przez Denny'ego na międzynarodowej imprezie tej rangi. Nigdy nie zdobył medalu na torowych mistrzostwach świata.